# シャマール
シャマール(アラビア語 : شمال)とは、イラクおよびサウジアラビア、カタールなどのペルシャ湾岸地域で吹く、砂塵を伴った強風のこと。シャマルとも言う。乾燥した北西風で、昼間に最も強く、一日中吹き続けることもあるが夜間は弱まる。年に1回～数回程度発生する現象で、夏によく発生するが、冬に発生することも稀にある。シャマールによる大規模な砂嵐はイラクに大きな影響を与えるが、その砂塵の起源はヨルダンやシリアであると考えられている。

## 詳細
シャマールは一般的に強い北西風とされるが、北西風なのはトルコ東部の山岳地帯やイラク付近、ペルシャ湾辺りまでである。ペルシャ湾を通過するころから風向が変わり、サウジアラビア南部の高原地帯では北東風になる。この地域では春から夏にかけて最も風が強いことから、この時期のシャマールの発生原因は想像がつくが、それ以外の時期は難しい。
シャマールは一般的に次のような天候状態によって発生する。この地域の北を流れる上空の寒帯ジェット気流と同じく南を流れる亜熱帯ジェット気流が、南下・北上してお互いに近づく事があるが、これにより大気が不安定化し上空には気圧の谷が発生する。と同時に地表付近ではイラク付近に高気圧、イエメン付近に低気圧があり、アラビア半島の北から南へカーブを描きながら通る風のルートができる。気圧の谷に伴って地上では、乾燥していて不安定度の大きい寒冷前線ができる。この前線付近の強風によって、前線の前方や後方に、前線と平行なシャマールの領域が形成される。イラクでは、このように風によって運ばれてくる砂嵐の日数が、年平均で20～50日程度とされている。
俗に、5月25日前後にやってくるシーズン最初の強いシャマールを「アル=ファハル(Al-Haffar)」やドリラー(driller)というが、これは年最初のシャマールが砂丘の砂を吹き飛ばし、巨大な窪地を作ってしまうためである。また、6月初めにやってくる2番目のシャマールは「ソラヤ(Thorayya)」といい、この時期の強いシャマールが船を沈めてしまうと恐れられていたこととアラブの古い伝承の"Barih Thorayya"が結びついたものだと考えられている（ソラヤはプレアデス星団のアラブ名）。また、6月末ごろのシャマールを「アル=ダバラン（Al-Dabaran、「後に続くもの」の意）」という。このころのシャマールは最も被害をもたらすとされ、住民はシャマールが迫ると窓や扉を厳重に閉めて備える。これはこのころのシャマールの砂塵は微細な粒子が多く含まれていて、小さな隙間から簡単に侵入してしまうためである。

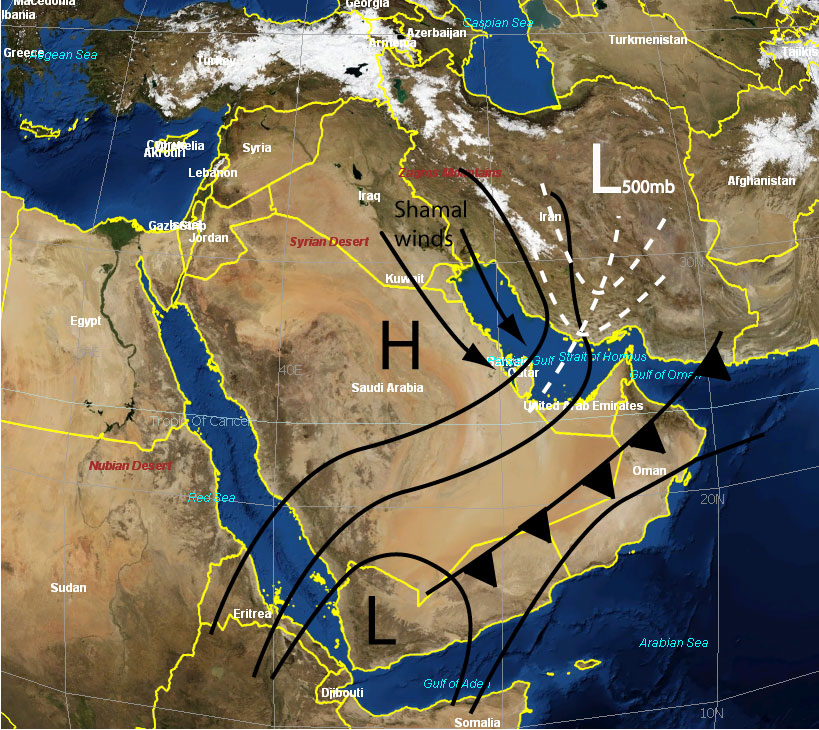
シャマールのときの天気図。このような気圧配置では、シャマールは3～5日程度続くことが多い

## 気圧配置

### 夏
トルコ山岳地帯やクルディスタン付近を、強い寒冷前線を伴った低気圧が通過すると、周囲よりも相対的に冷たい空気によって地面から砂塵が巻き上げられ、風に乗って運ばれてゆく。気温は低くても約42℃以上と高い。

### 冬
冬のシャマールは、気圧の谷を伴う寒冷前線が通過後、アラビア半島に高気圧が張り出し、ペルシャ湾東部に低気圧が残るのが典型的なパターンである。ペルシャ湾岸では強い北寄りの風が5日前後吹き続ける。気温は大きく下がることが多い。
イランでは、冬にシャマールが発生すると高地では雪を伴い、積雪の中には砂塵の層ができる。
中東で最も頻繁に冬のシャマールが発生するのがペルシャ湾東部の島々で、12月から2月にかけて月2～3回の頻度で発生し、1回につき1日～1日半程度続く。更にひと冬に1～2回ほど、3～5日間も続く嵐が起こり、強風や波浪に見舞われる。

## シャマールの影響と被害
シャマールは通常3～5日程度継続する。上空の砂の層は高さ数百～数千mに達し、空の交通・陸の交通ともに大きな影響を受ける。また砂塵は水辺にも影響を及ぼし、漁・釣りや航海も同様に難しくなる。シャマールが発生している時期には、砂塵を含んで重くなった空気の影響もあり、西南アジアの国際空港で43ノット（約22m/s）もの強い下降気流を観測することがある。また、砂が吹きつけることにより、車の塗装が引っ掻いたように剥離する現象も報告されている。

## 発生例
近年発生した顕著なシャマールの例を挙げる。2005年8月8日にバグダードで発生したシャマールでは、近隣の店や公共の活動がすべてストップした。また、Baghdad's Yarmuk Hospitalでは呼吸困難などを訴える患者1,000人以上が押しかけて混乱に陥った。
2008年2月2日～2月4日には、シャマールによって大量の砂塵嵐がアラビア海に押し寄せた。砂塵嵐の移動速度は時速約20kmで、ソマリアのモガディシュからインドのムンバイに至る広範囲で観測された。この影響はゴルフのドバイ・デザート・クラシックにも及び、新聞等でも報道された。